# フアン・カルロス・サバラ
フアン・カルロス・サバラ（Juan Carlos Zabala、1911年10月11日 - 1983年1月24日)は、アルゼンチン・ロサリオ出身の陸上競技選手。1932年ロサンゼルスオリンピックの男子マラソン金メダリストである。
日本では姓は「ザバラ」とも表記される。

## 経歴
サバラは、1927年に彼のコーチとなるアレクサンデル・スターリングに出会うまでは、サッカー、バスケットボールそして水泳といろいろなスポーツを行っていた。
サバラは、1931年10月の終わりに初マラソンを経験。その10日後には、30kmで1時間42分30秒4の世界最高記録を樹立している。
サバラは、翌1932年にロサンゼルスオリンピックではマラソンに出場。レースでは終始先頭集団の位置をキープし、残り4kmとなったところでスパートし、そのままトップでゴール、2位のイギリスのサミュエル・フェリスに19秒の差をつけ、アルゼンチンの陸上選手としてオリンピック初の金メダルを獲得した。20歳10ヶ月での金メダル獲得は、オリンピックの男子マラソンでは2022年現在も最年少記録である。
サバラは、4年後の1936年ベルリンオリンピックを前に、20kmで1時間4分0秒2の世界最高記録を樹立。オリンピックでは10000mとマラソンの2種目に出場。その若さから、マラソンでは史上初の連覇を成し遂げられるかどうかに関心が集まっていた。このため、サバラには国を挙げての支援が寄せられ、大会の1年前からドイツに渡ってトレーニングを行っていた。
10000mではトップのフィンランドのイルマリ・サルミネンから1分以上の差をつけられ6位に終わる（日本の村社講平が4位に入ったレースである）。マラソンでは、スタートから飛び出し先頭を走っていたが、オーバーペースと高温から失速し、29km過ぎで孫基禎（日本）、アーネスト・ハーパー（イギリス）に抜き去られる。32km過ぎ、4位に落ちたところで足が止まり、後続の選手に次々に抜かれる中、路上に倒れてリタイアした。
当時、NHKのラジオアナウンサーとして中継に当たっていた山本照によると、山本の放送席の隣にアルゼンチンの放送席があり、レース前はアナウンサーが盛んに「サバラ、サバラ」と連呼していたが、サバラ落伍が伝えられると「サバラ、レース棄権。サバラの大馬鹿野郎!」と叫び、「私はもうこれで放送を中止する。国民の皆さん、さようなら」と述べて放送を終了し、退席してしまったという。